# 26 мая
26 мая — 146-й день года (147-й в високосные годы) по григорианскому календарю.
До конца года остаётся 219 дней.
До 15 октября 1582 года — 26 мая по юлианскому календарю, с 15 октября 1582 года — 26 мая по григорианскому календарю.
В XX и XXI веках соответствует 13 мая по юлианскому календарю.

## Праздники и памятные дни
См. также: Категория:Праздники 26 мая

### Национальные
- Армения — День победы в Сардарапатской битве.
- Гайана — День независимости.
- Грузия — День независимости.
- Дания — День рождения короля Фредерика X.
- Польша — День матери.
- Россия — День российского предпринимательства.

### Религиозные
Православие
- Память мученицы Гликерии девы и с нею мученика Лаодикия Гераклейского, стража темничного (ок. 177);
- память праведной Гликерии девы, Новгородской (1522);
- память перенесение мощей преподобномученика Макария, архимандрита Каневского, игумена Пинского, Переяславского чудотворца (1688);
- память мученика Александра Римского (284—305);
- память святителя Павсикакия, епископа Синадского (606);
- память святых Георгия исповедника с супругою Ириною и чадами (IX в.)[4];
- память преподобного Евфимия Иверского (1028) (Грузинская православная церковь);
- память священномучеников Василия Соколова, Александра Заозерского и Христофора Надеждина, пресвитеров, преподобномученика Макария (Телегина), иеромонаха, и мученика Сергия Тихомирова (1922);
- память мучеников Черкасских (XX в.).

### Именины
- Католические: Урсула.
- Православные: Александр, Василий, Георгий, Гликерия, Егор, Ефим, Ирина, Макар, Сергей, Юрий.

## События
См. также: Категория:События 26 мая

### До XIX века
- 17 — Германик получает второй триумф после похода против марсов.
- 451 — битва на Аварайрской равнине, закончившаяся победой сасанидской армии и гибелью Вардана Мамиконяна, предводителя восставших[5]. Несмотря на военное поражение армянского войска, сражение завершилось моральной победой восставших, защитивших своё право на исповедование христианства (по другим данным, 2 июня).
- 1093 — битва на Стугне между русскими князьями и половцами.
- 1135 — в Леонском соборе Альфонсо VII короновался как Император всей Испании.
- 1232 — Папа Григорий IX послал первых инквизиторов в Арагон, положив начало тому, что через два века войдёт в историю под названием Испанская инквизиция.
- 1521 — император Карл V подписал Вормсский эдикт, предписывавший арест религиозного реформатора Мартина Лютера.
- 1573 — в Нижних Землях Испанский флот разгромил морских гёзов в сражении в Харлеммермере.
- 1583 — в Стратфордской церкви крещён первый ребёнок Уильяма Шекспира — дочь Сюзанна. Великим поэтом и драматургом он станет гораздо позже, пока же ему было всего 19 лет.
- 1637 — Пекотская война: совместный отряд англичан и мохеганов под командованием Джона Мейсона напал на деревню пекотов, перебив всех жителей числом шесть или семь сотен, в основном составлявших женщин, детей и стариков.
- 1642 — испанские войска под командованием Франсиско де Мело разгромили французов в битве при Оннекуре.
- 1644 — в ходе Португальской войны за независимость произошла битва при Монтихо.
- 1648 — Богдан Хмельницкий разбил поляков под Корсунем.
- 1679 — английским парламентом принят закон Хабеас Корпус (Закон о неприкосновенности личности, Habeas Corpus Act), один из основных конституционных актов.
- 1707 — в ходе Войны за испанское наследство силы бурбонской коалиции взяли Сарагосу.
- 1799 — взятие Турина русскими войсками Александра Суворова.

### XIX век
- 1805 — правитель Карабаха Ибрагим-хан торжественно присягнул на верность России.
- 1829 — бой брига «Меркурий» с турецкими кораблями.
- 1831 — польские войска, наголову разбитые русской гвардией под Остроленкой, отступают к Варшаве.
- 1865 — сдача остатков армии Юга под командованием генерала К. Смита и окончание Гражданской войны в США.
- 1868 — последняя публичная казнь в Англии.
- 1874 — британское правительство постановило открыть первую в Канаде военную академию.
- 1887 — открыта для пассажиров основная линия Канадской Тихоокеанской железной дороги.

### XX век
- 1905 — в Каннах покончил с собой один из самых богатых людей России, меценат Савва Морозов.
- 1908 — в Персии английский бизнесмен Уильям Д’Арси начал добывать первую на Ближнем Востоке нефть.
- 1909 — дирижабль LZ-6, впервые использованный гражданской авиакомпанией, совершил свой первый полёт.
- 1910 — в Петербурге открыт памятник Петру I на Кирочной улице «от чинов л.-гв. Преображенского полка».
- 1913 — в Петербурге прошёл один из ранних полётов четырёхмоторного самолёта «Русский витязь», созданного инженером Игорем Сикорским[6].
- 1917 — Читинский Совет принял решение о ликвидации Нерчинской каторги.
- 1918 — Закавказская Федерация распалась на три независимые страны: Грузию, Армению и Азербайджан.
- 1923 — во Франции прошла первая автогонка «24 часа Ле Мана».
- 1924 — первый полёт первого советского цельнометаллического самолёта АНТ-2.
- 1928 — на заседании ФИФА принято решение проводить раз в четыре года чемпионаты мира по футболу.
- 1931 — в Харбине создана одна из организаций русского зарубежья — Российская фашистская партия.
- 1937 — в Дирборне, штат Мичиган, произошла Битва у эстакады — столкновение между рабочими завода компании Ford Motor Company и сотрудниками службы безопасности.
- 1938 — в Вольфсбурге Адольф Гитлер заложил первый камень строительства завода «Фольксваген».
- 1942 — начало сражения за Газалу.
- 1943 — правительство Англии разрешило церквям свободно звонить в колокола (запрет на колокольный звон был введён с началом войны в 1939 году).
- 1945 — в Норвегии за сотрудничество с фашистами арестован писатель, нобелевский лауреат Кнут Гамсун.
- 1947 — в СССР отменена смертная казнь (восстановлена в 1950 году).
- 1948 — в ЮАС объявлено начало политики апартеида.
- 1953 — началось Норильское восстание заключённых Горлага.
- 1966 — Гайана получила независимость от Великобритании.
- 1967 — вышел альбом The Beatles Sgt. Pepper’s Lonely Hearts Club Band.
- 1972
  - В Москве подписаны «Основы взаимоотношений между СССР и США», в том числе Договор об ограничении систем противоракетной обороны. Начало политики «разрядки».
  - В Берлине подписан транспортный договор между ГДР и ФРГ — первый государственный договор между этими странами.
- 1980 — запущен Союз-36 c первым космонавтом из Венгрии Берталаном Фаркашем.
- 1988 — принят Закон о кооперативах, предоставляющий ещё больше возможностей для индивидуальной трудовой деятельности.
- 1990 — учредительная конференция Демократической партии России (ДПР); основателем и первым председателем партии был Н. И. Травкин.
- 1991
  - Катастрофа Boeing 767 в Данчанге. Погибли 223 человека — первая и крупнейшая катастрофа Boeing 767, крупнейшая авиакатастрофа в Таиланде.
  - В Грузии были проведены президентские выборы, на которых одержал победу Звиад Гамсахурдиа.
- 1995 — состоялось торжественное снятие границ между Россией и Беларусью.
- 1999 — армия Индии начала операцию «Виджай» в штате Джамму и Кашмир. Начало Каргильской войны.

### XXI век
- 2001 — в Мадриде открылся Всемирный съезд масонов.
- 2003 — произошла катастрофа Як-42 под Трабзоном
- 2004
  - В Киеве, у здания Государственной пограничной службы Украины, открыт памятник «Защитникам границ Отечества всех поколений».
  - Полотно известного русского символиста Михаила Нестерова «Покой на земле» продано на лондонском аукционе «Сотбис» за 500 тысяч фунтов стерлингов.
- 2006 — землетрясение в Индонезии, более пяти тысяч погибших
- 2008 — произошла катастрофа Ан-12 под Челябинском.
- 2020 — начало массовых антирасистских протестов в США.

## Родились
См. также: Категория:Родившиеся 26 мая

### До XIX века
- 1264 — Корэясу-синно (ум. 1326), японский принц крови, сёгун, буддийский монах.
- 1478 — Климент VII (в миру Джулио Медичи; ум. 1534), 219-й папа римский (1523—1534).
- 1566 — Мехмед III (ум. 1603), османский султан (1595—1603).
- 1602 — Филипп де Шампань (ум. 1674), французский художник-портретист («Кардинал Ришельё»).
- 1623 — Уильям Петти (ум. 1687), английский статистик и экономист, один из основоположников политэкономии.
- 1667 — Абрахам де Муавр (ум. 1754), французский математик, внёсший значительный вклад в развитие аналитической тригонометрии и теории вероятностей.
- 1700 — Николаус Цинцендорф (ум. 1760), немецкий религиозный деятель, епископ Моравской церкви.
- 1730 — Михаил Соймонов (ум. 1804), один из организаторов горного дела и высшего образования в России, сенатор.
- 1799 — Август Копиш (ум. 1853), немецкий поэт, драматург.

### XIX век
- 1822 — Эдмон де Гонкур (ум. 1896), французский писатель.
- 1829 — Константин Бестужев-Рюмин (ум. 1897), русский историк, публицист, журналист, академик.
- 1861 — Алексей Введенский (ум. 1913), русский религиозный философ, писатель, богослов.
- 1863 — Боб Фицсиммонс (ум. 1917), британский боксёр, абсолютный чемпион мира.
- 1874 — Анри Фарман (ум. 1958), французский лётчик и авиаконструктор.
- 1876 — Роберт Йеркс (ум. 1956), американский психолог, специалист в области изучения поведенческих мотивов животных.
- 1877 — Садао Араки (ум. 1966), японский государственный и военный деятель, барон, генерал.
- 1890 — Самуил Фейнберг (ум. 1962), пианист, композитор, педагог, заслуженный деятель искусств РСФСР.
- 1891 — Владимир Лебедев (ум. 1967), советский художник-график, иллюстрировавший стихи С. Я. Маршака.
- 1893 — Александр Сигаев (ум. 1971), кинооператор, заслуженный деятель искусств РСФСР.
- 1894 — Владимир Таскин — советский актёр театра и кино, театральный режиссёр (ум. 1960)
- 1894 — Пол Лукас (ум. 1971), американский актёр венгерского происхождения, лауреат премий «Оскар» и «Золотой глобус».
- 1895 — Доротея Ланж (ум. 1965), американская фотожурналистка, важнейший представитель документальной фотографии.
- 1898 — Борис Петропавловский (ум. 1933), один из организаторов разработок ракетной техники в СССР.
- 1900 — Витезслав Незвал (ум. 1958), чешский поэт, композитор и художник.

### XX век
- 1904
  - Борис Альтшулер (ум. 1994), советский режиссёр научно-популярного и игрового кино.
  - Гликерия Богданова-Чеснокова (ум. 1983), актриса театра и кино, звезда оперетты, народная артистка РСФСР.
- 1905 — Альдо Гуччи (ум. 1990), итальянский дизайнер одежды, модельер.
- 1907 — Георгий Байдуков (ум. 1994), лётчик, Герой Советского Союза.
- 1907 — Джон Уэйн (ум. 1979), американский актёр, «король вестерна», лауреат премий «Оскар» и «Золотой глобус».
- 1908
  - Алексей Арбузов (ум. 1986), русский советский драматург, писатель.
  - Эуген Капп (ум. 1996), эстонский композитор, общественный деятель, педагог, народный артист СССР.
  - Роберт Морли (ум. 1992), английский актёр театра и кино.
- 1909 — сэр Мэтт Басби (ум. 1994), шотландский футболист и футбольный тренер.
- 1910 — Эдди Рознер (ум. 1976), джазовый музыкант и бэнд-лидер польского происхождения.
- 1912 — Янош Кадар (ум. 1989), коммунистический лидер Венгрии (1956—1988).
- 1913 — Питер Кушинг (ум. 1994), английский актёр, исполнитель ролей в фильмах ужасов.
- 1920 — Пегги Ли (ум. 2002), американская джазовая певица, автор песен, актриса.
- 1921 — Стэн Мортенсен (ум. 1991), английский футболист.
- 1926 — Майлс Дейвис (ум. 1991), американский джазовый трубач, бэнд-лидер, один из влиятельнейших музыкантов XX века.
- 1927
  - Фрунзе Довлатян (ум. 1997), армянский кинорежиссёр, сценарист и актёр, народный артист СССР.
  - Кристиан фон Кроков (ум. 2002), немецкий политолог и писатель.
- 1928 — Джек Кеворкян (ум. 2011), американский врач, популяризатор эвтаназии.
- 1929 — Франсуа Летерье (ум. 2020), французский актёр и кинорежиссёр.
- 1932
  - Франк Байер (ум. 2006), немецкий кинорежиссёр, сценарист и актёр.
  - Григор Вачков (ум. 1980), болгарский актёр театра, кино и телевидения.
- 1934 — Отар Абесадзе (ум. 1980), грузинский кинорежиссёр и сценарист.
- 1935 — Аллан Чумак (ум. 2017), советский и российский телевизионный целитель.
- 1936 — Виталий Коротич, писатель, публицист, бывший главный редактор журнала «Огонёк».
- 1938
  - Вадим Зобин (ум. 2010), советский и российский кинорежиссёр, сценарист и актёр.
  - Людмила Петрушевская, русская писательница, поэтесса, драматург.
  - Тереза Стратас, канадская оперная певица греческого происхождения.
- 1947 — Александр Павловский (ум. 2018), советский и украинский кинорежиссёр и сценарист.
- 1948
  - Екатерина Лахова, российский политик и государственный деятель, председатель Союза женщин России.
  - Стиви Никс, американская певица, участница группы «Fleetwood Mac».
- 1949 — Пэм Грир, американская актриса кино и телевидения.
- 1951
  - Салли Райд (ум. 2012), американская астронавтка и физик.
  - Мухаммед Фарис (ум. 2024), космонавт «Союз ТМ-3», «Союз ТМ-2» и «Мир»; первый и единственный космонавт Сирии, генерал-майор.
- 1954
  - Мариан Гольд (наст. имя Хартвиг Ширбаум), вокалист немецкой группы «Alphaville».
  - Алан Холлингхёрст, британский писатель и литературный критик.
- 1959 — Уле Борнедаль, датский и американский кинорежиссёр, продюсер, сценарист.
- 1962 — Аркадий Мамонтов, российский тележурналист.
- 1964
  - Ленни Кравиц, американский рок-музыкант, певец, автор песен.
  - Валерий Салов, советский и российский шахматист.
- 1966 — Хелена Бонэм Картер, английская актриса.
- 1969 — Анжелика Варум, эстрадная певица, заслуженная артистка России.
- 1971 — Мэтт Стоун, американский киноактёр, один из создателей мультсериала «South Park».
- 1974 
  - Олег Саитов, российский боксёр, двукратный олимпийский чемпион.
  - Ларс Фрёландер, шведский пловец, олимпийский чемпион на дистанции 100 м баттерфляем (2000).
- 1975 — Лорин Хилл, американская певица и актриса, обладательница восьми наград «Грэмми».
- 1977 — Лука Тони, итальянский футболист, чемпион мира (2006).
- 1982 — Моник Александр, американская киноактриса.
- 1986 — Нао Кодайра, японская конькобежка, олимпийская чемпионка.
- 1988 — Акито Ватабэ, японский двоеборец, 4-кратный призёр Олимпийских игр, чемпион мира.
- 2000 — Ханна Найзе, немецкая скелетонистка, олимпийская чемпионка.

### XXI век
- 2003 — Арсен Захарян, российский футболист, полузащитник испанского клуба «Реал Сосьедад» и сборной России по футболу.

## Скончались
См. также: Категория:Умершие 26 мая

### До XIX века
- 818 — Али ар-Рида (р. 766), восьмой шиитский имам, потомок в седьмом поколении пророка Мухаммеда.
- 946 — убит Эдмунд I (Эдмунд Великолепный; р. 921), король Англии (939—946).
- 1648 — Венсан Вуатюр (р. 1597), французский поэт, представитель литературы барокко.
- 1762 — Александр Готлиб Баумгартен (р. 1714), немецкий философ, родоначальник эстетики как философской дисциплины.

### XIX век
- 1818 — Михаил Барклай-де-Толли (р. 1761), русский полководец, герой Отечественной войны 1812 года, генерал-фельдмаршал.
- 1831 — казнён Чиро Менотти (р. 1798), деятель итальянского национально-освободительного движения.
- 1862 — Исаак Баббит (р. 1799), американский изобретатель, придумавший сплав, используемый для заливки вкладышей подшипников.
- 1876 — Франтишек Палацкий (р. 1798), чешский историк, основатель чешского национализма.
- 1883 — Абд аль-Кадир (р. 1808), арабский эмир, национальный герой Алжира, полководец, учёный, оратор и поэт.
- 1888 — Асканио Собреро (р. 1812), итальянский химик, первым получивший нитроглицерин.

### XX век
- 1905 — Савва Морозов (р. 1862), русский промышленник и меценат.
- 1927 — Борис Кустодиев (р. 1878), российский художник.
- 1937 — Карел Крамарж (р. 1860), чешский политик, первый премьер-министр независимой Чехословакии (1918—1919).
- 1938 — Джон Абель (р. 1857), американский фармаколог и биохимик.
- 1940 — Ханнес Генцен (р. 1906), немецкий лётчик, самый результативный ас начала Второй мировой войны.
- 1955 — Альберто Аскари (р. 1918), итальянский гонщик, пилот «Формулы-1».
- 1966 — Иван Василенко (р. 1895), русский советский детский писатель.
- 1967 — Александр Кондратьев (р. 1876), поэт, прозаик и переводчик.
- 1968 — Валентина Любимова (р. 1895), советский драматург, автор книг для детей.
- 1973 — Жак Липшиц (р. 1891), французский и американский скульптор.
- 1976 — Мартин Хайдеггер (р. 1889), немецкий философ.
- 1978
  - Тамара Карсавина (р. 1885), русская балерина.
  - Елена Степанова (р. 1891), русская оперная и камерная певица, народная артистка СССР.
- 1983 — Александр Горский (р. 1898), организатор кинопроизводства в СССР.
- 1997 — Манфред фон Арденне (р. 1907), немецкий физик и изобретатель.
- 1998 — Эмиль Брагинский (р. 1921), советский драматург и сценарист.
- 1999 — Уалдо Семон (р. 1898), американский химик, изобретатель, создатель ПВХ.
- 2000 — Шимон Клугер (р. 1925), последний еврейский житель города Освенцим.

### XXI век
- 2004 — Николай Черных (р. 1931), советский астроном, открывший более 500 малых планет.
- 2007 — Михаил Виноградов (р. 1927), советский и российский океанолог, академик РАН.
- 2008 — Сидни Поллак (р. 1934), американский кинорежиссёр, сценарист, актёр и продюсер.
- 2010 — Лесь Сердюк (р. 1940), актёр театра и кино, народный артист Украины.
- 2017 — Збигнев Бжезинский (р. 1928), американский политолог.
- 2018 — Алан Бин (р. 1932), американский астронавт, четвёртый человек, ступивший на поверхность Луны.
- 2022
  - Рэй Лиотта (р. 1954), американский актёр.
  - Эндрю Флетчер (р. 1961), английский музыкант, один из основателей и клавишник группы Depeche Mode.

## Приметы
- Лукерья Комарница. «Много комаров — готовь по ягоды коробов, много мошек — готовь по грибы лукошек»[7].